# Loudon (Tennessee)
Loudon è un comune degli Stati Uniti d'America, situato nello Stato del Tennessee, nella Contea di Loudon, della quale è il capoluogo.